# Large eddy simulation
Large eddy simulation (LES) är en numerisk teknik som används inom beräkningsbar strömningsmekanik (CFD) för att simulera turbulent flöde. Principen består i att flödet delas upp i stora och små virvlar, eftersom de beter sig olika när flödet hindras av en geometri. De stora virvlarna påverkas i stor utsträckning av beräkningsområdets geometri varför man simulerar dessa som de är, utan några förenklingar. De små virvlarna påverkas däremot inte lika mycket och modelleras därför med en universell modell som bygger på energiöverföringar mellan de små och stora virvlarna.